# Hervé Saulignac
Hervé Saulignac, né le 6 novembre 1970 à Privas (Ardèche), est un homme politique français. Membre du Parti socialiste, il est député de la 1re circonscription de l'Ardèche depuis le 18 juin 2017 et conseiller général puis conseiller départemental du canton de Privas depuis le 29 mars 2009.

## Biographie
Ardéchois d'origine, Hervé Saulignac est né à Privas en 1970. Son engagement politique remonte à son implication lors des manifestations lycéennes contre les lois Devaquet et la mort, le 5 décembre 1986, de Malik Oussekine. Quelques années plus tard, étudiant en histoire à Lyon-III, il fonde avec d'autres étudiants l'association Hippocampe, engagée dans la lutte contre le négationnisme, l'antisémitisme et le racisme.
Assistant parlementaire du député de l'Ardèche Pascal Terrasse au lendemain de sa victoire en 1997, il adhère au Parti socialiste en 1998 après avoir milité au sein du Mouvement des jeunes socialistes.
Élu conseiller municipal de Privas en 2001, il deviendra premier adjoint de la ville en mars 2006.
En 2004, il est élu conseiller régional de Rhône-Alpes. Il occupe jusqu'en 2010 le poste de conseiller délégué à l'Énergie et aux Technologies de l'Information et de la Communication, en étant dans le même temps président du Comité Régional du Tourisme (Rhône-Alpes Tourisme). En octobre 2009, à l'aube des élections régionales de 2010, il est nommé directeur de campagne avec Najat Vallaud-Belkacem. Après sa réélection aux élections régionales en 2010, il est vice-président délégué à l'aménagement des territoires, aux Espaces Rhône-Alpes et aux grands projets.
Il est élu conseiller général du canton de Privas à l'occasion de l'élection partielle de 2009. Réélu en mars 2011 et mars 2015, il est jusqu'en décembre 2012, 1er vice-président délégué aux finances départementales et à la réforme territoriale avant de devenir président du conseil général le 17 décembre 2012 à la suite de la démission de son prédécesseur Pascal Terrasse. Au lendemain des élections départementales, il est réélu à la présidence du conseil départemental, le 2 avril 2015.
En 2007, il est à l'origine de la fondation du Syndicat mixte Ardèche Drôme Numérique en tant que conseiller régional délégué au numérique. Le 28 mai 2015, il est élu président du syndicat.
En septembre 2014, il est candidat du PS aux élections sénatoriales mais est battu par les candidats de l'UMP, Mathieu Darnaud et Jacques Genest.
En tant que membre du Syndicat Mixte de l'Espace de Restitution de la Grotte Chauvet, Hervé Saulignac pilote le projet d'inscription de la grotte ornée du Pont d'Arc dite grotte Chauvet au patrimoine mondial de l'UNESCO. Elle est inscrite sur la liste des biens culturels du patrimoine mondial depuis le 22 juin 2014 lors de la 38e session de l'UNESCO organisée au Qatar. Le 10 avril 2015, il inaugure la réplique au côté du président de la République, François Hollande.
Le 13 mai, à la suite des élections départementales et lors du renouvellement des instances de l'Assemblée des départements de France (ADF), il est élu membre du bureau.
Il est élu député de la 1re circonscription de l'Ardèche le 18 juin 2017.
Début juillet 2020, il porte en commission spéciale un amendement controversé de la loi bioéthique, généralisant le dépistage pré-implantatoire des aneuploïdies (initialement présenté par le député Philippe Berta) en examen à l'Assemblée nationale.
En mai 2022, il est investi par le Parti socialiste, pour la coalition Nouvelle Union populaire écologique et sociale, dans la 1re circonscription de l'Ardèche. Bien qu'ayant obtenu l'investiture de la Nupes, il ne s'en réclame pas, ce qui conduit à des tensions avec une partie des militants locaux, qui lui reprochent également de ne pas défendre le rétablissement de la retraite à 60 ans,.
Au second tour du 19 juin des Législatives 2022, il est élu avec 60 % des voix face à la candidate du Rassemblement national, Céline Porquet. 
Hervé Saulignac est classé DVG par le ministère de l'Intérieur.
En 2024, il est candidat aux élections législatives sous les couleurs du Nouveau Front populaire dans la première circonscription de l'Ardèche. Lors du premier tour, il est devancé par la candidate du Rassemblement national, Céline Porquet qui obtient 39,94 % des voix. Hervé Saulignac obtient 38,25 %. Il est élu au second tour avec 52,69 % des voix.

## Mandats

### Mandats en cours
- Député de la 1re circonscription de l'Ardèche depuis 2017.
- Conseiller départemental du Canton de Privas depuis 2009.
- Membre du Syndicat Mixte de l'Espace de Restitution de la Grotte Chauvet

### Anciens mandats
- 11 mars 2001 - 12 mars 2006 : Conseiller municipal de Privas
- 28 mars 2004 - 13 décembre 2015: Conseiller régional de Rhône-Alpes
- 18 mars 2006 - 29 mars 2009 : 1er adjoint au maire de Privas
- 17 décembre 2012 - 26 juin 2017 : Président du Conseil départemental de l'Ardèche[18]
- Mai 2015 - Juillet 2017 : Président du Syndicat Mixte Ardèche Drôme Numérique [19]
- 13 décembre 2015 - juin 2017: Conseiller régional d'Auvergne-Rhône-Alpes[20]